# Oedipina stuarti
Oedipina stuarti är en groddjursart som beskrevs av Arden H. Brame, Jr. 1968. Oedipina stuarti ingår i släktet Oedipina och familjen lunglösa salamandrar. IUCN kategoriserar arten globalt som otillräckligt studerad. Inga underarter finns listade i Catalogue of Life.